# Cláudio Druso
Druso, algumas vezes chamado de Cláudio Druso, foi um dos filhos do imperador Cláudio. Ele morreu antes do pai.
Cláudio teve filhos com três de suas esposas:
- Druso e Cláudia, filhos de Urgulanila
- Antônia, filha de Paetina
- Otávia e Germânico, mais tarde chamado de Britânico, filhos de Messalina.

De acordo com historiadores modernos, sua mãe, Urgulanila, era irmã de Marco Pláucio Silvano, que foi acusado de defenestrar sua esposa e morreu por suicídio assistido diante das provas do seu crime.
Druso tornou-se noivo de uma filha de Sejano, mas morreu poucos dias depois, antes de se tornar maior de idade, esgasgado com uma pera, que ele havia jogado no ar e pego com a boca; Suetônio comenta e descarta os rumores de que ele havia sido assassinado por Sejano.